# Authie (rivier)
De Authie (Nederlands: Otie) is een rivier op de grens van Nord-Pas-de-Calais en Picardië, in 2016 beide opgegaan in Hauts-de-France. In haar loop van 103 km vormt zij even voorbij Doullens de grens van de Franse departementen Somme en Pas-de-Calais. Zij vormt dus de zuidelijke grens van de Franse Nederlanden. De rivier ontspringt bij Coigneux en mondt uit in het Kanaal tussen Fort-Mahon-Plage en Berck.
De voornaamste zijrivieren zijn de Quillienne, de rau de Marieux, de Grouche, de Gézincourtoise en de Fliers.
De volgende gemeentenamen verwijzen naar de rivier of het gelijknamige dorpje Authie (Somme):
- in het departement van de Somme: Authieule, Dompierre-sur-Authie, Frohen-sur-Authie, Saint-Léger-lès-Authie, Vauchelles-lès-Authie, Villers-sur-Authie, Vitz-sur-Authie
- in Pas-de-Calais: Raye-sur-Authie

Het dorpje Authie in Normandië heeft niets met de rivier te maken.
- Bibliothèque nationale de France: cb12037552c (data)
- Nationale Bibliotheek van Tsjechië: ge635667
- Nationale Bibliotheek van Israël: 987007489677605171
- Système universitaire de documentation: 155258443
- Virtual International Authority File: 131709867